# M/S Riddarfjärden
M/S Riddarfjärden är ett svenskt passagerarfartyg, som byggdes på Lödöse varv 1936 som Disa för Styrsöbolaget. Hon byggdes för gång i is.
M/S Riddarfjärden renoverades för chartertrafik 1999. Hon ligger vid Norra Riddarholmshamnen på Riddarholmen i Stockholm, för kryssningar på Mälaren och vintertid trafik för Waxholmsbolaget på traderna Furusund-Hemmarö och Furusund-Söderöra-Rödlöga, och tillhör sedan 1996 Göta Kanal Charter Stockholm AB, inom samma koncern som Blidösundsbolaget AB.
M/S Riddarfjärden är systerfartyg till M/S Rex af Stockholm.